# Stanisław Szeligowski
Stanisław Sabin Szeligowski (ur. 5 grudnia 1887 w Krakowie, zm. 11 marca 1966 we Wrocławiu) – polski astronom, doktor habilitowany, specjalizujący się w zakresie mechaniki nieba, obserwacji gwiazd zmiennych i zaćmień gwiazd.

## Życiorys
Po ukończeniu C.K. Gimnazjum św. Anny w Krakowie w roku szkolnym 1907/08, rozpoczął studia na Politechnice Lwowskiej, które jednak przerwał ze względu na stan zdrowia. W latach 1913–1918 studiował matematykę, fizykę i astronomię na Uniwersytecie Jagiellońskim w Krakowie. Uzyskanie absolutorium 20 listopada 1918 roku oznacza, że był pierwszym astronomem, który ukończył studia wyższe w wolnej Polsce.
Początkowo został zatrudniony w Obserwatorium Astronomicznym Uniwersytetu Jagiellońskiego, gdzie pracował pod kierunkiem Tadeusza Banachiewicza. W 1919 roku przeniósł się do Wilna, gdzie został zatrudniony jako starszy asystent na Uniwersytecie Stefana Batorego. W 1923 doktoryzował się tam na podstawie pracy „Orbita ostateczna komety 1904 II”. Równocześnie pełnił kierownicze funkcje w sekcji wioślarskiej AZS Wilno. Na Uniwersytecie Wileńskim pracował do wybuchu wojny, pełniąc stanowisko adiunkta.
W roku 1945 wraz z profesorami uczelni wileńskiej przeniósł się na Uniwersytet Mikołaja Kopernika w Toruniu, gdzie uzyskał habilitację w 1947 roku. W 1949 roku przeniósł się na Uniwersytet Wrocławski, gdzie prowadził zajęcia dydaktyczne z mechaniki nieba. Pełnił też obowiązki prodziekana ds. studenckich na Wydziale Matematyki, Fizyki i Chemii Uniwersytetu Wrocławskiego.
Był autorem 23 prac naukowych i popularnonaukowych, dotyczących głównie obserwacji gwiazd zmiennych, zakryć gwiazd przez Księżyc, zaćmień i mechaniki nieba. Do jego ważniejszych osiągnięć należały: obliczenie definitywnej orbity komety 1904 II (w 1923 roku) oraz perturbacji wiekowych planetoidy (1221) Amor (w 1948 roku). W 1960 roku przeszedł na emeryturę.
Był krótko żonaty. W młodości uprawiał sport, zaliczał się do najlepszych piłkarzy Galicji, był zawodnikiem Cracovii w latach 1906–1917. Został pochowany na Cmentarzu Grabiszyńskim we Wrocławiu.